# Felipe Farah
Felipe Farah (nacido y fallecido en Buenos Aires, Argentina) fue un actor importante de la etapa muda de la cinematografía argentina.

## Carrera
Farah fue un respetado actor y un gran galán del cine mudo de la era del tango del cine argentino. Se destacó como "partenaire" de divas del momento como María Turgenova, Mary Clay, Amelia Mirel y Nedda Francy; y con primeros maestros del arte escénico como Elsa O'Connor, Milagros de la Vega, Floren Delbene, Carlos Dux, Hilda Tempestá, Eduardo Morera, Florentino Delbene, Jorge Lafuente, Eloy Álvarez, Azucena Maizani, Ada Cornaro, Julio Donadille, Ángel Boyano  y Nelo Cosimi.
Trabajó bajo la dirección de figuras tan destacadas como Leopoldo Torres Ríos,  Edmo Cominetti, Rafael Quintana y José Agustín Ferreyra 
Debutó profesionalmente en 1919, en el film El mentir de los demás. En 1928 recibió 350 pesos por su labor en La borrachera del tango.

## Filmografía
- 1915: Mariano Moreno y la Revolución de Mayo
- 1919: El mentir de los demás
- 1919: El buitre blanco
- 1920: Mala yerba
- 1921: Ave de rapiña
- 1923: Escándalo de medianoche
- 1923: Midinettes porteñas
- 1925: Muñecos de cera
- 1925: Criollo viejo
- 1926: La costurerita que dio aquel mal paso
- 1928: La borrachera del tango
- 1929: Destinos
- 1929: El poncho del olvido
- 1930: El cantar de mi ciudad como George.
- 1931: La vía de oro[4]